# Vaccinium arboreum

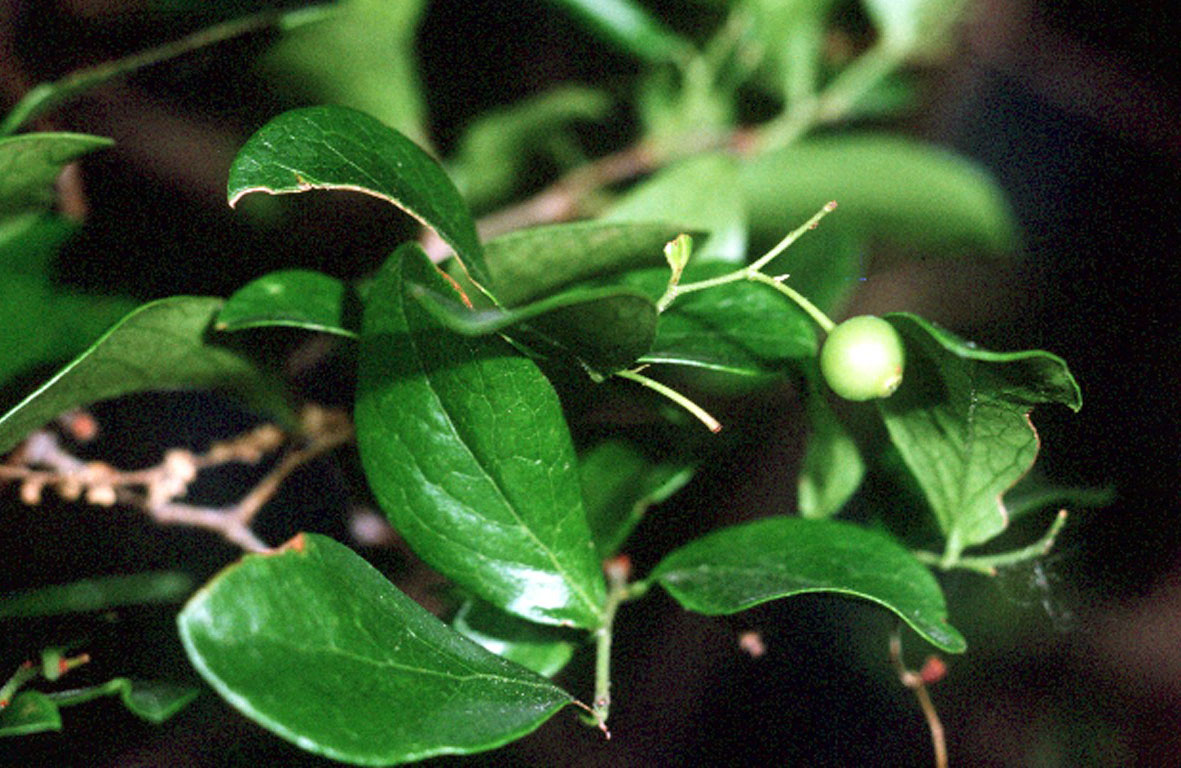
Vaccinium arboreum

Arboreum Vaccinium (sparkleberry ou farkleberry) é uma espécie de Vaccinium nativa do sudeste e centro-sul dos Estados Unidos da América, do sul da Virgínia,  oeste até o sudeste do Nebraska, ao sul de Florida e a parte oriental do Texas, e de norte a Illinois.

## Descrição
Vaccinium arboreum é um arbusto (raramente uma pequena árvore) que cresce a 3-5 m (7.5-12.5 pés), raramente 9 m (22,5 pés) de altura, com um diâmetro à altura do peito de até 35 cm (14 polegadas). As folhas são sempre-vivas, no sul da faixa, mas decídua mais ao norte onde os invernos são mais frios; eles são oval-elíptica com um ápice agudo, 3-7 cm de comprimento e 2-4 cm de largura, com uma margem lisa ou muito finamente dentadas. Sparkleberry cresce em dunas de areia, redes, encostas secas, prados, e em madeiras rochosas. Ele também cresce em uma variedade de locais úmidos, como baixas úmidas e ao longo das margens do riacho.
As flores são brancas, em forma de sino, e 3-4 mm (0.12-0.16 polegadas) de diâmetro com um corolla cinco-lobed, produzidos em cachos até 5 cm (2 polegadas) de comprimento. O fruto é uma baga seca rodada de cerca de 6 mm (0,16 polegadas) de diâmetro, verde primeiramente, preto quando maduro, comestível, mas amargo e difícil.